# Тихотемні
Тихотемні (пол. Cichociemni, скорочення: CC, cc., повна назва: пол. Cichociemni Spadochroniarze Armii Krajowej, дос. «тихотемні парашутисти Армії Крайової») — елітні парашутисти-спецпризначенці Війська Польського у вигнанні, створені у Великій Британії під час Другої світової війни для діяльності в окупованій Польщі.
Вишколені у Великій Британії та Італії в 1941—1944 роках, перекидалися 138-ю ескадрильєю спеціального призначення королівських ПС і польською 1586-ю ескадрильєю особливого призначення  на територію Польщі, окуповану німецькими та радянськими військами. Виконували стрибки з парашутом у зони десантування, які визначали й охороняли партизанські загони Армії Крайової (та інші), або приземлялися на польових летовищах під час операції «Міст» (англ. Wildhorn). Перша операція («повітряний міст», як її називали) відбулася 15 лютого 1941 року. Цю операцію проводили капітан Юзеф Забельський, майор Станіслав Кшимовський та політичний кур'єр Чеслав Рачковський. Операції припинилися після 27 грудня 1944, оскільки на той час більшу частину Польщі окупувала Червона Армія.
Не становили єдиного підрозділу чи військового формування, не мали бойового прапора, своїх кольорів, покровителя чи традицій. Створені наказом Головнокомандувача (SNW l.dz.780/tjn/V/41), за їх вербування та підготовку відповідав VI (Особливий) відділ штабу Головнокомандувача. Від початку організацією перекидання людей і припасів для Армії Крайової займався офіцер розвідки майор Ян Язвінський, з січня 1944 року командир Головної перекидної бази в Латіано поблизу аеропорту в Бриндізі (Італія).

## Історія
Загалом 2385 вояків Війська Польського зголосилися на навчання, яке вели польські та британські оперативники Управління спеціальних операцій. 
Повідомлена кількість у 2413 походила від помилкового зарахування сюди 28 цивільних політичних кур'єрів, метою яких не була спеціальна (військова) служба в Союзі збройної боротьби (з лютого 1942 року — в Армії Крайовій). Їх готували до індивідуальних дій у плані саботажу, диверсій, розвідки, зв'язку, а також як офіцерів готували до виконання штабних і командирських обов'язків. За статистикою майже всі були поліглотами, знаючи щонайменше дві іноземні мови: 113 «тихотемних» володіли двома мовами, 59 — трьома, 22 — чотирма, а 8 — аж п'ятьма іноземними мовами. Рекордсменом був майор Ян Ружицький на псевдо Бусик, який знав сім мов. Вони пройшли підготовку за близько 30 спеціальностями на курсах, організованих у близько 50 таємних британських спеціальних школах підготовки (англ. Special Training School) та на польських базах, зокрема в Центрі вишколу № 10 в Остуні (Італія). Радистів і радіомеханіків навчали у Вишкільному центрі диспетчерського відділу Особливого відділення штабу Головнокомандувача: в Анструтері, пізніше в шотландському селі Охтертул, потім у Полмонті. Тихотемні не були агентами Управління спеціальних операцій, вони підпорядковувалися лише Головному командуванню Армії Крайової. Згідно з положеннями Женевських конвенцій, вони не могли носити однострої та в разі арешту німці не розглядали їх як військовополонених. Після посиленого вишколу курси закінчили 605 кандидатів, а з них відібрали 579 солдатів, які склали «присягу тихотемних» і присягу на вірність Союзу збройної боротьби/Армії Крайовій. Із них зрештою відрядили на батьківщину 316 парашутистів, яких пізніше назвали «тихотемними» (у вітчизні їх охрестили «пташками», «скидками»). VI (Особливе) відділення штабу Головнокомандувача за погодженням із Міністерством внутрішніх справ Другої Речі Посполитої також перекинуло на рідну землю 28 політичних кур'єрів, яких нарекли «котами» (пол. kociaki). Політкур'єри проходили окрему підготовку, націлену головним чином на кур'єрську роботу, зокрема на фермі в Тьюксбері поблизу Глостера приблизно за 160 км від Лондона та проходили навчання на парашутистів.
Під час війни вся інформація про тихотемних була суворо засекреченою. Після затвердження Головнокомандувача 1 червня 1943 року начальник VI (Особливого) відділення підполковник Міхал Протасевич видав «Інструкцію для вояків, яких перекидають повітрям на Батьківщину», де наголошувалося, що всі без винятку дії, пов'язані з перельотом на Батьківщину, є суворою військовою таємницею. Безоглядне додержання цієї таємниці — основна умова успіху самих польотів і всієї повітряної кампанії на Батьківщині, а також єдиний спосіб захистити сім'ю парашутиста від репресій. Тихотемним також було заборонено виходити на зв'язок із родиною після прильоту в Польщу.

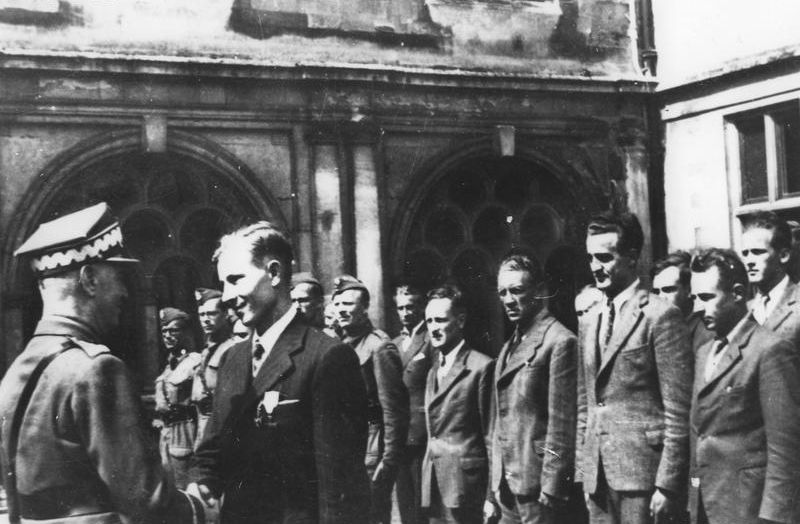
20 серпня 1942 р. генерал Сікорський у центрі тихотемних STS 43 Одлі-Енд (Ессекс) нагороджує хрестом ордена Virtuti Militari поручника Міхала Фіялку. У цивільному одязі стоять приготовлені до місії «тихотемні» (зліва): капітан Вінцентій Сцегенний, капітан Болеслав Контрим, поручник Тадеуш Гаворський та поручник Францішек Рибка

Не менш ніж 62 десантники раніше брали активну участь у довоєнному скаутському русі в Польщі та за кордоном. 61 тихотемний вийшов з Армії Андерса; також 61 раніше був вояком (офіцером або сержантом) 1-ї окремої парашутно-десантної бригади (або її попередниці, 4-ї кадрової стрілецької бригади).
Із 316 тихотемних 102 загинули на війні, в тому числі 9 протягом польоту або стрибка, а 8 прийняли отруту після затримання. 95 таких парашутистів узяло участь у Варшавському повстанні, з яких 18 загинуло і щонайменше 20 було поранено. Німецькі репресивні органи 31 тихотемного запроторили в концтабори, 43 позбавили життя, радянська каральна машина заслала в ГУЛАГи 83, убила 6, влада «народної Польщі» позбавила волі 77, засудила на смерть 19 (стратила 9 чи 10), дала довічний строк 2, присудила тривале ув'язнення 22. Після війни 32 залишилися в еміграції, а 59 довелося втекти з Польщі. Щонайменше 64 воювали на рідній землі як «прокляті солдати», перебуваючи у структурах NIE, Делегатури збройних сил на батьківщині, Свободи і Незалежності. В еміграції принаймні 12 працювали в антикомуністичних структурах, приблизно 9 брали участь у таємних спецопераціях західних служб MI6 і ЦРУ. Останній із тихотемних полковник Олександр Тарнавський помер 4 березня 2022 року
Орденом Virtuti Militari відзначено 221 тихотемного, а Хрестом Доблесних удостоювали 595 разів.
Тихотемні були передвісниками польських сил спеціальних операцій, їхні традиції продовжує військова частина «ГРОМ імені Тихотемних парашутистів Армії Крайової» (пол. Jednostka Wojskowa GROM im. Cichociemnych Spadochroniarzy Armii Krajowej). Окрім тихотемних, до складу польських парашутистів спецпризначення входили також парашутисти «Континентальної акції» та парашутисти «Проджект Іґл», які за згодою польського уряду діяли поза структурами Польської підпільної держави як агенти британського Управління спеціальних операцій (Continental Action) або американського Управління стратегічних служб (Project Eagle).

## Виноски

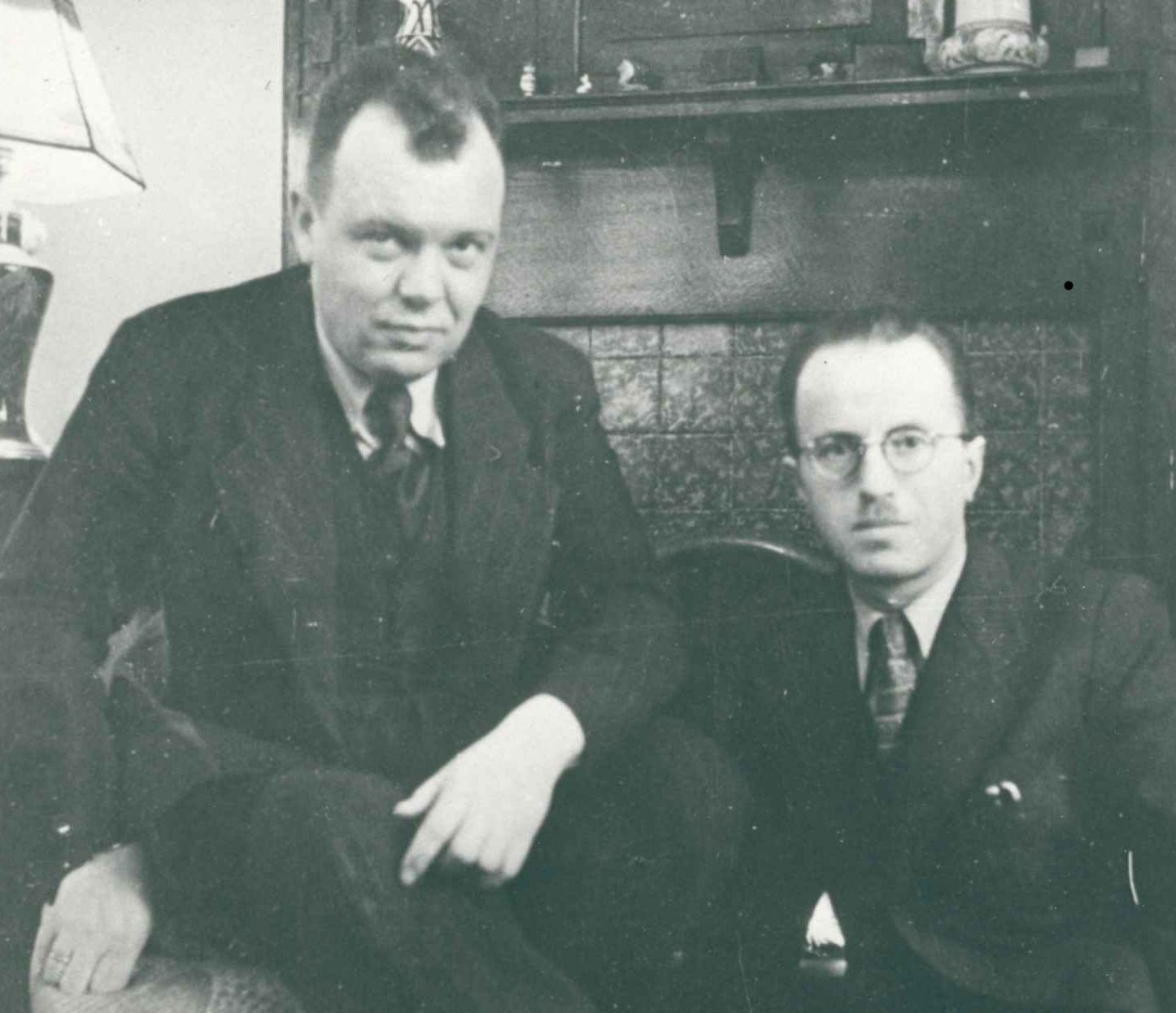
Зліва направо: співтворці «тихотемних» капітан Ян Гурський на псевдо «Хомік» і капітан Мацей Каленкевич на псевдо «Котвіч»

1. ↑  Абревіатура CC з'явилася не так давно, ймовірно, на зразок англійських скорочень, і вживається на позначення множини (групи таких осіб)
2. ↑  Відповідна до польської орфографії абревіатура cc., яку вживає, зокрема, Кшиштоф Тохман і Бартоломій Шипровський, позначає окремо взяту таку особу